# Revista Doctrina Jurídica
La Revista Doctrina Jurídica (https://revistadoctrinajuridica.org/) edición impresa: ISSN 1853-0338 y edición digital: ISSN 2618-4133 es una publicación serial argentina en formato de revista sobre temas de Derecho editada en la Ciudad Autónoma de Buenos Aires en idioma español.
De periodicidad semestral y en soporte papel y electrónico, tiene por objeto la difusión además de temas de propios del Derecho, de artículos de Filosofía, Ética, Bioética y fundamentos de las ciencias.
Los trabajos publicados tienen la forma de reportes de investigación, artículos de divulgación, fallos de jurisprudencia o transcripciones de disertaciones, y antes de ser presentados al público deben superar dos etapas de selección, una de discusión entre colegas y otra de revisión por parte de un panel editorial, habiendo incorporado el sistema de referato científico a partir de 2019 .
El primer número de la Revista Doctrina Jurídica apareció en mayo de 2010 y se encuentra inscripta en el Directorio de Revistas Latindex en el folio 23454 y en el folio único 20718 con fecha de alta 06-09-2014 y BINPAR (Bibliografía Nacional de Publicaciones Periódicas Registradas) tanto en soporte papel  como electrónico . El 03-12-2018 se asignó el ISSN en línea (2618-4133), el 08-02-2019 ha adherido a LatinREV, Red Latinoamericana de Revistas Académicas en Ciencias Sociales y Humanidades de FLACSO, el 27-02-2019 al Índice de Actualidad Iberoamericana de CIT (Centro de Información Tecnológica) y el 12-05-2020 a vLex.
A su vez está catalogada en la Bibliografía Nacional de Publicaciones Periódicas Argentinas Registradas (BINPAR, CAICYT) donde cuenta con los registros 116408 y 121780.  Su Director Pablo Banchio participa del Foro de Editores Científicos de la Secretaria de Ciencia y Tecnología (SECyT) de la República Argentina.